# Zach Copeland
Zachary Rayan Copeland, detto Zach (Oakland, 21 giugno 1997), è un cestista statunitense.

## Carriera
Copeland ha iniziato la sua carriera universitaria nel 2015 presso il City College of San Francisco, dove è rimasto per due anni. Nel 2017 ha cambiato ateneo passando alla Illinois State University, anche se questo trasferimento gli ha fatto saltare l'annata 2017-2018 a causa delle regole NCAA sull'idoneità sportiva. Al suo ultimo anno a Illinois State, nel 2019-2020, ha prodotto 14,5 punti di media.
La sua prima parentesi post-università ha avuto luogo in Gran Bretagna in virtù del contratto annuale firmato nel settembre 2020 con i Bristol Flyers. Con il club inglese ha disputato sei partite della BBL Championship iniziata a dicembre, ma nello stesso mese è stato sottoposto ad un intervento chirurgico per una lesione al menisco che gli ha fatto chiudere anzitempo la stagione.
Nell'agosto 2021 si è accordato con gli ucraini del Kryvbas di Kryvyj Rih, club appena salito in Super-Liha. Qui ha giocato sedici partite di campionato fino a novembre con 14,0 punti di media. Durante questo periodo, il 3 ottobre 2021, Copeland ha segnato 46 punti contro il Kyiv-Basket firmando la quarta miglior prestazione della storia recente del campionato ucraino, ovvero da quando, nella stagione 2009-2010, Super-Liha e Ukrainian Basketball League si sono fuse in un unico torneo. A novembre ha lasciato il paese ed è approdato in Finlandia ai Nilan Bisons Loimaa, dove poi ha terminato la stagione con 17,7 punti di media.
In vista del campionato di Serie A2 2022-2023, ad ottobre la dirigenza del Pistoia Basket 2000 lo ha scelto come uno dei due giocatori extracomunitari per la propria rosa. Con 16,0 punti di media in regular season e 15,1 nei play-off, Copeland ha contribuito al raggiungimento della promozione che ha riportato i toscani nella massima serie.
L'anno seguente ha giocato nella Basketball-Bundesliga 2023-2024 tra le file del Bamberg. Il suo rendimento di 17,7 punti a gara lo ha reso il settimo miglior realizzatore per media punti di quell'edizione del torneo. Nel maggio 2024 è volato in Canada per disputare la lega estiva CEBL con i Vancouver Bandits.
Il 22 maggio 2024 è diventato ufficialmente il primo nuovo giocatore del Napoli Basket per l'imminente successiva stagione. Con i partenopei ha cominciato con una prestazione da 30 punti e il 7/10 da tre nella semifinale di Supercoppa italiana persa contro la Virtus Bologna, poi ha giocato undici partite della Serie A 2024-2025 viaggiando a 10,5 punti di media, con il 33% al tiro sia da due che da tre. Nelle sue ultime tre presenze in biancazzurro ha fatto registrare rispettivamente 6 punti, 3 punti e 3 punti. Nel mese di dicembre, la dirigenza, visto anche il bilancio di 0 vittorie e 11 sconfitte, ha effettuato una sorta di scambio con la Scaligera Basket Verona di Serie A2, con Copeland che ha rescisso e si è trasferito da Napoli alla cittadina veneta mentre Jacob Pullen ha fatto il percorso inverso.